# Жонатан Кафу
Жонатан Ренато Барбоса (порт. Jonathan Renato Barbosa), відомий як Жонатан Кафу (порт. Jonathan Cafú; нар. 10 липня 1991, Пірасікаба) — бразильський футболіст, півзахисник саудівського клубу «Аль-Хазм».

## Клубна кар'єра
Народився 10 липня 1991 року в місті Пірасікаба, штат Сан-Паулу. Вихованець футбольної школи клубу «Ріо-Кларо».
Його професійний дебют відбувся в 2009 році в клубі «Деспортіво Бразіл». У 2011 році перейшов у «Боавісту», але з'явився у складі лише один раз у матчі проти «Америки-РЖ». Після цього перейшов в клуб «XV листопада», регулярно з'являвся у складі 2014, повернувшись з оренди в «Капіваріано».
У квітні 2014 року перейшов в клуб «Понте-Прета», дебютувавши в Серії B у матчі проти «Віла-Нова» 21 травня. Матч закінчився перемогою команди Кафу з рахунком 1:0.
14 січня 2015 підписав трирічний контракт з «Сан-Паулу», де провів пів року.
27 липня 2015 Кафу перебрався в «Лудогорець» за рекордну для клубу суму — 2,2 мільйона євро. 8 серпня відіграв усі 90 хвилин за фарм-клуб проти «Вереї». Дебют за першу команду відбувся 12 вересня 2015 року в нічийному матчі проти «Бероє», вийшовши на заміну в першому таймі. Всього ж за сезон 2015/16 Кафу провів за болгарську команду 24 матчі і забив 8 голів. У третьому кваліфікаційному раунді Ліги чемпіонів 2016/17 Кафу відзначився 2 голами у двоматчевому протистоянні проти сербської «Црвени Звезди». Надалі болгарський клуб вийшов у груповий етап турніру, де в матчі проти «Базеля» відзначився голом, який приніс клубу очко. У матчі проти «Арсеналу» з Лондона Кафу забив гол і віддав гольову передачу, але «Лудогорець» все одно зазнав поразки 2:3.
9 серпня 2017 перейшов до французького «Бордо» за 7,5 мільйонів євро. З огляду на високу конкуренцію Кафу переважно виходив на заміни. На сезон 2018/19 був відданий в оренду до сербської «Црвени Звезди», з якою став чемпіоном Сербії, але не мав стабільного місця в основному складі. Влітку 2019 повернувся до Бордо, де він рідко виходив на поле, не входячи до планів тренерського штабу, але при цьому мав третю найвищу зарплату в клубі.
27 січня 2020 перейшов до саудівського «Аль-Хазма» у рамках безкоштовного трансферу з можливими преміальними для «Бордо».

## Досягнення
- Чемпіон Болгарії (2):

«Лудогорець»: 2015-16, 2016-17
- Чемпіон Сербії (1):

Црвена Звезда: 2018-19